# Wandzierbrunnen Knabe mit Delfin
Die beiden Wandzierbrunnen Knabe mit Delfin sind Brunnen im 1. Wiener Gemeindebezirk Innere Stadt.

## Geschichte und Beschreibung

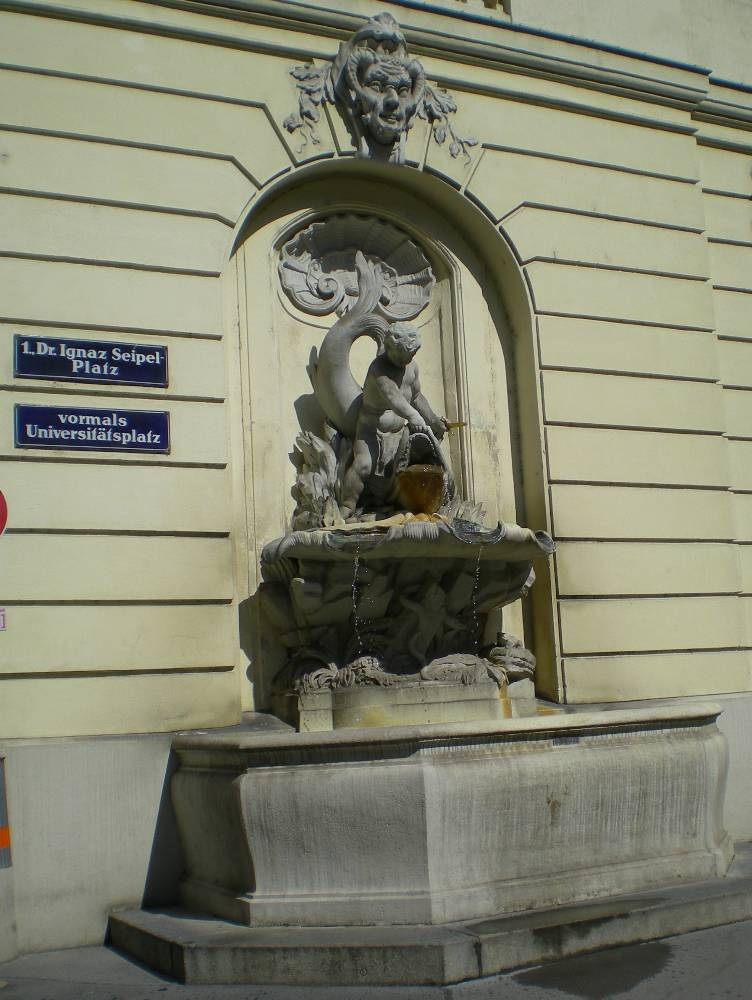
Linker Wandzierbrunnen Knabe mit Delfin

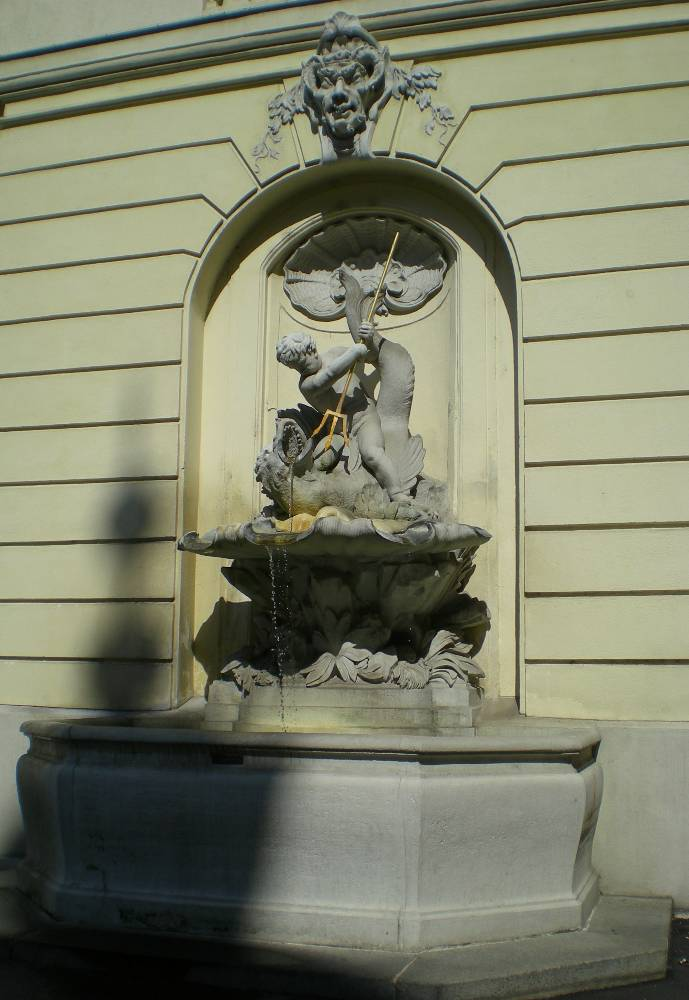
Rechter Wandzierbrunnen Knabe mit Delfin

Die Neue Aula, heute Hauptsitz der Akademie der Wissenschaften am Dr.-Ignaz-Seipel-Platz wurde für die alten Universität zwischen 1753 und 1755 nach Plänen von Jean Nicolas Jadot de Ville-Issey unter Mitarbeit von Johann Enzenhofer, Daniel Christoph Dietrich und Johann Adam Münzer erbaut.
An der Fassade finden sich an den Eckrisaliten beiderseits des Haupteinganges zwei Wandbrunnen. Welcher Künstler diese beiden Brunnen schuf, ist nicht bekannt. Zugeschrieben werden sie Franz Joseph Lenzbauer.
Gemeinsam ist den beiden Wandbrunnen das längliche Wasserbecken aus Wöllersdorfer Stein, unter den mit Muschelornamenten gestalteten Wandnischen.
- Linker Brunnen: Auf einem Felssockel, der mit Blattwerk, einem Frosch und einer Schlange geschmückt ist, findet sich eine aufsitzende Brunnenschale. Auf dem als Wasserspeier dienenden Delfin reitet ein spielender Knabe mit einem Schwert in der Hand.

- Rechter Brunnen: Auf einem Felssockel, der mit einer Schildkröte und Echsen geschmückt ist, findet sich eine aufsitzende Brunnenschale. Auch hier reitet auf dem Wasser speienden Delfin ein Knabe, allerdings hält dieser einen gegen den Delfin gerichteten Dreispitz in der Hand.